# 프라푸치노

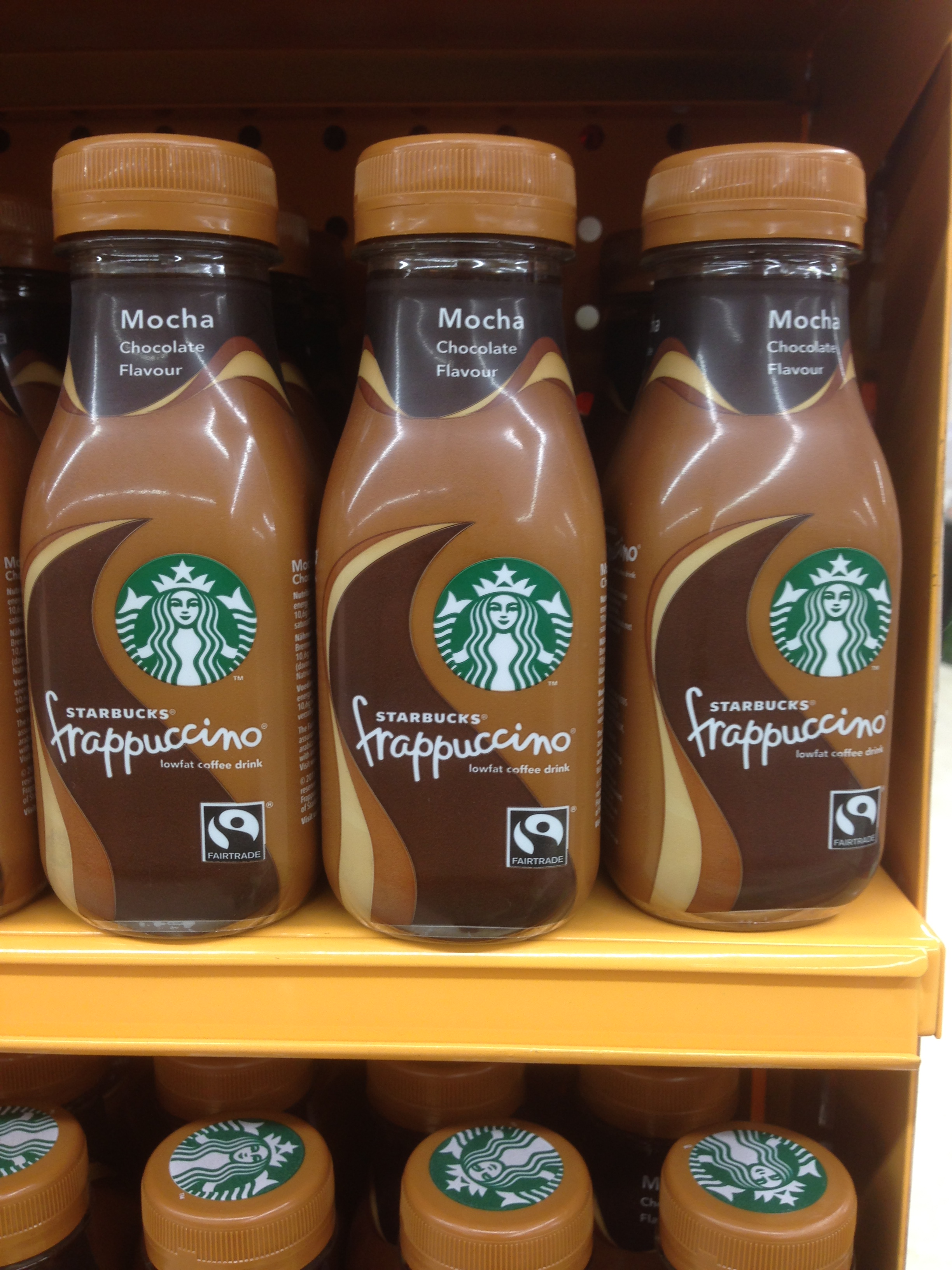

프라푸치노(영어: Frappuccino)는 스타벅스에서 판매되는 차가운 음료의 종류와 상품명이다. 커피와 우유 · 크림 등을 얼음과 함께 만든 커피 음료로 프라푸치노라는 이름은 프라페와 카푸치노에서 만든 조어로, 스타벅스의 등록 상표이다.

## 같이 보기
스타벅스